# Theodor Fischer (kunsthandelaar)
Theodor Fischer (Luzern, 27 februari 1878 - 5 juni 1957) was een Zwitsers kunsthandelaar.

## Biografie
In de loop van het Interbellum bouwde Fischer een gerespecteerd veilinghuis uit dat de Zwitserse kunstmarkt zou domineren. In 1939 was hij veilingmeester op een veiling van door de nazi's uit Duitse musea verwijderde Entartete Kunst. Tijdens de Tweede Wereldoorlog speelde hij een sleutelrol in de handel van roofkunst die de Duitsers roofden in de bezette landen.